# Françoise Aron Ulam
Pour les articles homonymes, voir Ulam.
Françoise Aron Ulam (1918-2011) est une journaliste et universitaire française.

## Biographie
Née le 8 mars 1918 à Paris, Françoise Aron est la fille de Daniel Pierre Aron et Madeleine (née Carcassonne). En 1939, elle part aux États-Unis dans le cadre d'un programme d'échange. Elle étudie au Mills College et au Mount Holyoke College, où elle obtient une maîtrise en littérature comparée. 
En 1941, elle rencontre le mathématicien Stanislaw Ulam. En 1943, les Ulam déménagent de Los Alamos à Santa Fe au Nouveau-Mexique après l'implication de Stanislaw Ulam dans le projet Manhattan au Laboratoire national de Los Alamos à ses débuts. 
À Los Alamos, Françoise Aron-Ulam fait partie de la communauté internationale des scientifiques et des mathématiciens durant l'âge atomique. Comme beaucoup d'épouses des membres du projet Manhattan, elle savait très peu de choses sur le but du « gadget », nom sous lequel la bombe était connue à l'époque. Elle s'est consacrée à créer une maison et à élever un bébé dans le sud-ouest américain, développant un goût pour les ordinateurs, le yoga et la méthode Feldenkrais. 
En 1984, à la mort de son mari, elle a œuvré pour que l'Institut de Santa Fe reçoive la bibliothèque de Stanislaw Ulam. 
Le 30 avril 2011, Françoise Aron-Ulam meurt au sein de l'établissement El Castillo à Santa Fe, à l'âge de 93 ans ; elle a été enterrée à Paris,.

## Publications
- Analogies entre analogies: les rapports mathématiques de SM Ulam et de ses collaborateurs Los Alamos (Los Alamos Series in Basic and Applied Sciences) . 1990.  (ISBN 978-0520052901).
- De Paris à Los Alamos, Une odyssée franco-américaine.  (ISBN 978-2738459626).
- Adventures of a Mathematician. 1976.  (ISBN 978-0520071544).